# 佐良山站
佐良山站（日语：／ Sarayama eki */?）是位於岡山縣津山市高尾，屬於西日本旅客鐵道（JR西日本）的津山線車站。

## 歷史
- 1933年（昭和8年）12月20日 - 中國鐵道（日语：中鉄バス）本線龜甲站至津山口站之間，開設此站的前身高尾臨時停留場。 
  - 當時車站地址是岡山縣久米郡佐良山村（日语：佐良山村）高尾（日语：高尾 (津山市)）。
- 1937年（昭和12年）6月15日 - 高尾臨時停留場廢止，同時佐良山停留場啟用。
- 1941年（昭和16年）2月11日 - 佐良山村編入至津山市，車站地址變為岡山縣津山市高尾。
- 1944年（昭和19年）6月1日 - 中國鐵道的鐵路部門被國有化，成為國有鐵道津山線車站。同時正式升級為車站，名為佐良山站。
- 1971年（昭和46年）11月15日 - 成為無人車站。
- 1987年（昭和62年）4月1日 - 伴隨國鐵分割民營化，車站由西日本旅客鐵道（JR西日本）營運。

## 車站構造

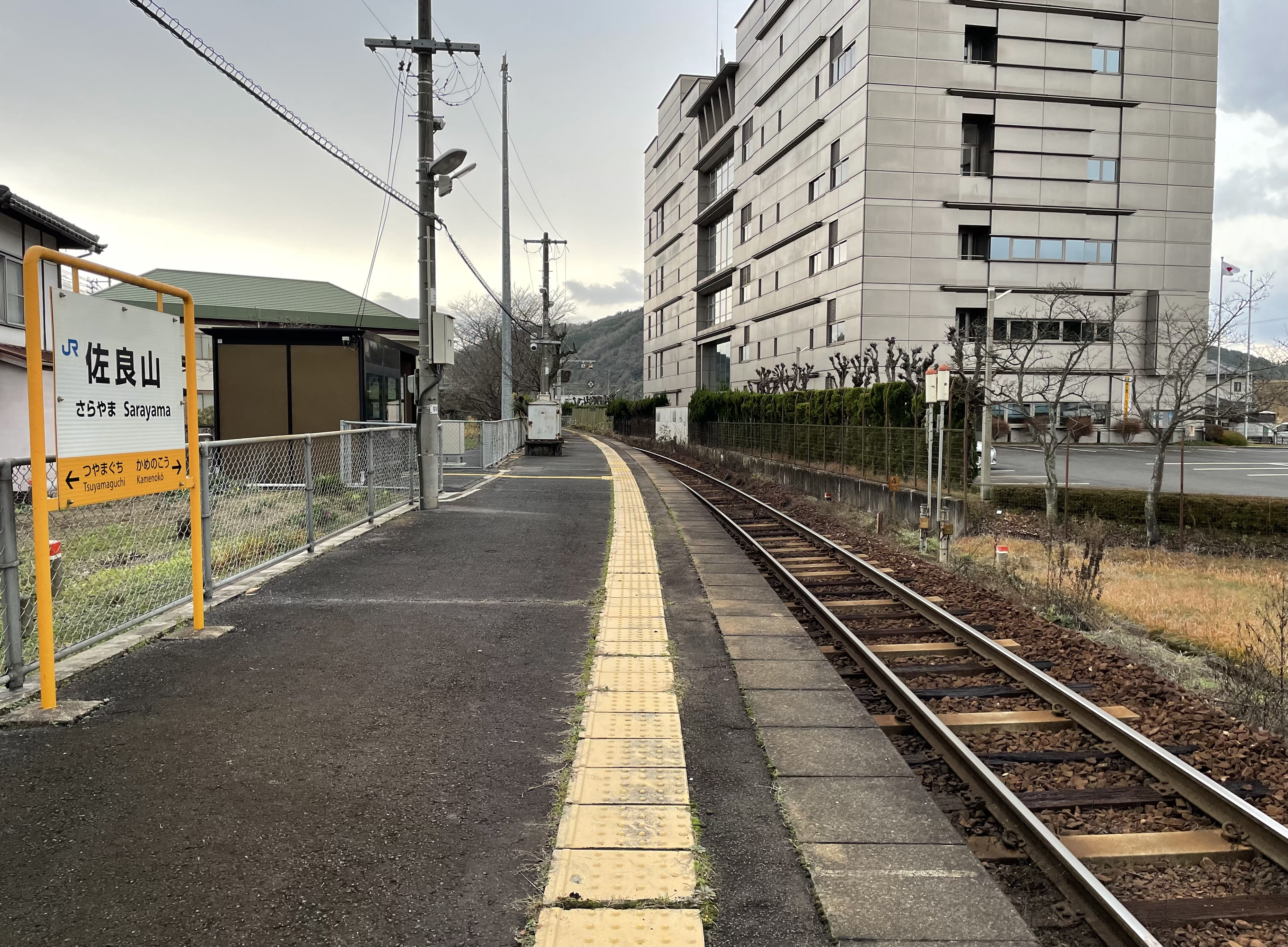
月台（2023年12月）

本站是地面車站，設有1面1線單式月台。前往津山方向的列車會開啟左邊車門，並且和岡山方向的列車使用同一月台。本站是由津山站管理的無人車站，站內沒有自動售票機等設備，僅設置候車室。車站出入口直接連接月台。過去在入口前設有糖果店售票車票。

## 使用狀況
以下為近年1日平均乘車人次列表：
| 乘車人次變化 | 乘車人次變化    |
| 年度         | 1日平均乘車人次 |
| ------------ | --------------- |
| 1999         | 52              |
| 2000         | 46              |
| 2001         | 40              |
| 2002         | 45              |
| 2003         | 52              |
| 2004         | 44              |
| 2005         | 42              |
| 2006         | 36              |
| 2007         | 30              |
| 2008         | 28              |
| 2009         | 21              |
| 2010         | 19              |
| 2011         | 14              |
| 2012         | 15              |
| 2013         | 20              |
| 2014         | 20              |
| 2015         | 14              |
| 2016         | 12              |
| 2017         | 17              |
| 2018         | 17              |

## 車站周邊
- 津山皿簡易郵局
- 日本植生（日语：日本植生）總部、津山分店
- 皿川
- 國道53號（日语：国道53号）
- 國道429號（日语：国道429号）

## 巴士路線
美咲町營 朝日櫻桃巴士（津山･西川線）
- 前往津山站／西川（每日設有4往返班次）

## 相鄰車站
西日本旅客鐵道（JR西日本）
 津山線
■快速「壽」（津山站至岡山站之間快速列車）
通過
■快速「壽」（福渡站至岡山站之間快速列車）、■普通
津山口－佐良山－龜甲

## 注腳
1. ↑  .   [2019-12-30]. （原始内容存档于2020-12-31） （日语）.
2. ↑  岡山縣統計年報

## 外部連結
- 佐良山｜車站資訊：JR出門網 - 西日本旅客鐵道（日語）